# Georgina Friedrichs
Pour les articles homonymes, voir Friedrichs.
Pas d'image ? Cliquez ici

a Compétitions nationales et continentales officielles uniquement.

b Matchs officiels uniquement.
Dernière mise à jour le 12 avril 2025.
Georgina Friedrichs, née le 14 avril 1995 à Harare (Zimbabwe), est une joueuse internationale australienne de rugby à XV et internationale de rugby à sept évoluant au poste de centre.

## Biographie
Georgina Friedrichs naît le 14 avril 1995 à Harare au Zimbabwe.
En 2022, elle joue pour les Waratahs de Sydney. Elle compte 8 sélections en équipe d'Australie quand elle est retenue en septembre 2022 pour disputer la Coupe du monde en Nouvelle-Zélande.

## Palmarès

### En franchise
- Vainqueur du Super Rugby Women's en 2020, 2021, 2024 et 2025.

### En équipe nationale
- Vainqueur du WXV 2 en 2024.